# Chaetocnema obliterata
Chaetocnema obliterata is een keversoort uit de familie van de bladkevers (Chrysomelidae). De wetenschappelijke naam van de soort werd in 1996 gepubliceerd door White.